# Fibrilláció
A fibrilláció az izmok szabálytalan, szinkronizálatlan rángása.
Különös jelentősége van a szív esetében. Két formája különböztethető meg:
- Pitvari fibrilláció, krónikus állapot. A szív pitvarai izmainak szabálytalan rángása. Eredményeképpen a pitvarok nem képesek hatásosan működni, továbbá megnő a trombózis kialakulásának veszélye. Ez utóbbi pedig embólia forrása lehet. Következménye a szabályos szinusz ritmus megszűnése, szabálytalan - de akár a mindennapi élethez elegendő keringést biztosító - szívműködés. A pitvarfibrillációban szenvedő betegeket ezért véralvadásgátló (antikoaguláns) kezelésben részesítik, szívritmus-szabályozó gyógyszert kap, és szóba jöhet a szinusz ritmus elektromos impulzussal történő helyreállítása.

- Kamrafibrilláció. A szív kamráinak izmai szabálytalanul, kis csoportonként ránganak. A szabályos, egyszerre történő izom-összehúzódás nélkül a szív képtelen a vérkeringést fenntartani, a beteg a klinikai halál állapotába kerül. A kamrafibrillációt egyenáramú elektromos áramütéssel (defibrillátor segítségével) lehet megszüntetni. A szívműködés helyreállásáig szívmasszázsos (kardiopulmonális) újraélesztést kell végezni. Amennyiben a szervezet huzamosabb ideig nem részesül megfelelő vér- (és így oxigén-) ellátásban, az agy károsodása következik be. Amennyiben ez részleges, a beteg az agykárosodás különböző súlyosságú tüneteivel életben maradhat (beszédzavarok, bénulás, súlyos esetben tartós kóma). Az újraélesztés célja a keringés mesterséges fenntartása a szívműködés megindulásáig. Leállt keringést követően 4-6 percen belül visszafordíthatatlan agykárosodás kezdődik, hatásos újraélesztés (CPR) mellett számos esetben 40-60 perc elteltével meginduló szívműködést követően is felépülhet a beteg.

## Külső hivatkozások
- Betegségszótár
- Dr. Info: Pitvarremegés (fibrilláció) és pitvarlebegés (flatter) Archiválva 2016. március 4-i dátummal a Wayback Machine-ben